# Hotel Montana
El Hotel Montana (en francés: Hôtel Montana) es un hotel en el suburbio de Petionville de Puerto Príncipe, Haití. Construido en 1946, el hotel estaba en un popular complejo turístico de cuatro estrellas hasta que el edificio principal se derrumbó junto con la mayoría de los edificios en la ciudad durante el terremoto de Haití en 2010. Se calcula que entre 200 a 300 invitados fueron reportados desaparecidos el día después de la caída. 
Entre las personas que se alojaban en el hotel durante el terremoto estaban el personal y las fuerzas de paz de las Naciones Unidas, cuya sede MINUSTAH en el Hotel Christopher también se derrumbó; algunos de ellos también siguen desaparecidos.
La demolición del hotel se inició el jueves 28 de enero de 2010. A partir de abril de 2011, el hotel pasó a un proceso de reconstrucción, con el bar, la piscina, el restaurante y algunas habitaciones ya abiertas para los huéspedes.